# Gino Borsato
Gino Borsato (Treviso, 5 febbraio 1905 – Treviso, 30 luglio 1971) è stato un pittore italiano.

## Biografia
Nato da Antonio e Angelica Martignon, in giovane età fu costretto ad andare profugo a Sermide assieme alla sua famiglia e, dopo la conclusione degli studi elementari, venne avviato dal padre a bottega presso il pittore e decoratore Giuseppe Moro. Frequentò il Liceo artistico di Venezia e, dopo la conclusione degli studi superiori, si iscrisse all'Accademia di belle arti di Venezia avendo per i primi tre anni come maestro di figura Ettore Tito, che lo chiamava "il ritrattista". Realizzò nel 1925, a seguito della vittoria di un concorso, la pala di San Cristoforo per la Chiesa di San Cristoforo di Tonezza del Cimone. A causa di problemi di salute il pittore Antonio Beni gli affidò il completamento delle pale d'altare, già approvate in bozzetto dalla Commissione d'arte sacra, per le chiese della diocesi di Treviso danneggiate dalla prima guerra mondiale.
Nel 1930, durante il servizio militare come sottotenente del 55º Reggimento fanteria "Marche", dipinse su incarico dei suoi superiori due quadri storici (Il Capitano Edmondo Matter del 55º Rgt. Intr. colpito a morte davanti al fortino triangolare di Opachiasella e Il Cap. Cesare Colombo del 55º Rgt. Itr. all'assalto di quota 85 di Monfalcone caduto nello stesso punto di Enrico Toti, attualmente conservati presso i magazzini del Museo del Risorgimento di Treviso, e il Ritratto del Colonnello Rossi. Gli furono commissionati nel 1935 quattro pannelli per la sala consigliare del palazzo Comunale di Oderzo che illustravano la storia della cittadina. Nel periodo della seconda guerra mondiale venne chiamato alle armi e dovette abbandonare temporaneamente il lavoro, ritornando a Treviso solo dopo l'armistizio. Il bombardamento di Treviso del 7 aprile 1944 distrusse il suo studio costringendolo temporaneamente a lavorare a Dosson nello studio del defunto Beni.

## Attività' pittorica
Cominciò prestissimo ad avere commissioni per pale d'altare e ritratti. Dipinse, vincendo un concorso, la pala di San Cristoforo per la chiesa di Tonezza del Cimone (VI). Aveva solo 21 anni.
A Dosson di Casier (TV) aveva lo studio il pittore Antonio Beni che era stato incaricato di eseguire pale d'altare per le ricostruende chiese della diocesi di Treviso colpite dalla grande guerra. Si ammalò e pensò al giovane Borsato, di cui aveva sentito parlare, e gli affidò il completamento di tutte le opere già approvate in bozzetto dalla Commissione d'arte Sacra. Testimonianza resa anche da Costante Chimenton nel suo volume “Perdite e risarcimenti artistici nelle chiese del lungo Piave” edito nel 1934. E nel Resto del Carlino del 28/12/1927 si legge: “Gino Borsato è giovane, è intelligente, è appassionato dell'arte pittorica: è uno dei più diligenti scolari del Prof. E.Tito, il maestro venerato della scuola veneziana, e il continuatore del colorito e della tecnica dei nostri grandi artisti veneti. È una promessa, G.Borsato: al plauso della commissione collaudatrice volentieri aggiungiamo il nostro modestissimo: al giovane artista, speranza dell'arte cristiana,  l'augurio di uno splendido avvenire”.
Borsato eseguì i primi lavori nel granaio di villa Codalunga gentilmente concesso dal proprietario Co. Alvise Codalunga, ma poi affittò con l'amico Giuseppe Mazzotti, un vero studio in via Commenda che probabilmente, era stato lo studio del pittore Luigi Serena. In questo luogo si riunivano tutti gli amici per discutere, commentare, lavorare, leggere, dipingere …
I lavori si susseguirono e ben presto il nome di Borsato divenne abbastanza noto in tutta la provincia trevigiana e anche nelle altre province venete.
Nel 1930 durante il servizio militare come sottotenente del 55º Fanteria, (vedi nota www) dipinse, su incarico dei suoi superiori che avevano scoperto le sue doti pittoriche, due quadri storici “ Il Capitano Edmondo Matter del 55º Rgt. Intr. Colpito a morte davanti al fortino triangolare di Opachiasella”, e “Il Cap. Cesare Colombo del 55º Rgt. Itr. all'assalto di quota 85 di Monfalcone caduto nello stesso punto di Enrico Toti” (ora conservati presso i magazzini del Museo del Risorgimento) e il ritratto del Colonnello Rossi suo superiore.
Nel 1935 gli furono commissionati 4 grandi pannelli per la sala consigliare del palazzo Comunale di Oderzo che illustravano la storia di questa cittadina.
Venne la guerra e fu richiamato, dovette quindi abbandonare temporaneamente il lavoro. Fu mandato in Francia; l'8 settembre 1943 lo colse a Le Luc Draughignon Var presso Cannes nella Costa Azzurra. Disciolto l'esercito tornò a casa a piedi, tappa dopo tappa. Il primo bombardamento di Treviso (7 aprile ‘44) colpì in pieno il suo studio distruggendo un patrimonio di gessi e modelli. Si ritirò quindi a Dosson nello studio di Beni gentilmente concesso dalla vedova. Ivi continuò il suo lavoro d'arte sacra finché terminata la guerra, aprì lo studio in via Manin a Treviso nell'appartamento del Dott.Terribile, attiguo a quello dell'architetto Candiani, con il quale collaborò, per la parte pittorica, alla rifinitura di nuove chiese venete.

## La vita pubblica
Nell'immediato dopoguerra prese parte attiva alla vita politica del Comune di Treviso e fu eletto consigliere comunale nella lista democristiana come indipendente. Fece parte della giunta comunale prima come assessore supplente all'edilizia e poi come assessore effettivo ai servizi generali. Per circa un ventennio fu membro della Commissione Edilizia per la Toponomastica cittadina. Difese, di fronte alla speculazione di quel tempo, le vecchie case e i monumenti della sua Treviso. Si deve al suo intervento accorato in Consiglio Comunale se lo storico palazzo dei CCC non fu trasformato in Borsa Merci.
Durante il suo Assessorato il Museo si arricchì di due importanti dipinti, acquisiti col lascito Lattes: il Ritratto di Sperone Speroni di Tiziano e il Concerto di Pozzoserrato.
Gli fu proposto, in questo periodo, di presentarsi per la candidatura a deputato al Parlamento, da parte della Democrazia Cristiana perché persona onesta, leale, colta e competente, ma rifiutò per paura di dover abbandonare il suo lavoro al quale teneva più della politica.
Dopo il Concilio Vaticano II le commissioni di arte sacra diminuirono. Si dedicò di più al paesaggio, alla natura morta, continuando a dipingere ritratti per i quali aveva sempre mantenuto una speciale preferenza e predisposizione. Dipinse i tipi più in vista della città di Treviso e non solo assieme a molte signore e bambini della borghesia Veneta.

## La vita privata
Amava l'arte, la letteratura e la musica. Conosceva i classici e cantava con calda voce tenorile le più note romanze delle opere liriche. Prediligeva la musica di Bach, Beethoven, Schubert ma anche Vivaldi e tutto il ‘700.  Amava la famiglia e si commuoveva davanti alle prime “bravure” dei figli.
Era spesso assorto nei suoi pensieri, ma si sforzava di essere “presente” in famiglia e con amici e parenti; partecipava attivamente alle discussioni artistiche, letterarie e politiche della sua città.
Nell'ottobre del '68 andò con l'amico Dante Ferrarese all'Isola d'Elba attratto dalla pittura “all'aria aperta” e dalle bellezze particolari di quei luoghi e fu poi raggiunto dal pittore Renato Nesi e dall'ing. Luciano Gaio. Con gli stessi amici, coi quali sistematicamente il sabato pomeriggio girava per le colline trevigiane a dipingere gli aspetti più suggestivi e incantevoli, tornò all'isola d'Elba l'anno successivo entusiasta più che mai.
Solo nel febbraio '68 allestì alla cittadina galleria Giraldo la sua prima personale. Esibirsi in pubblico era contrario al suo carattere modesto e riservato. Nel gennaio/febbraio del '71 espose nuovamente alla galleria Giraldo e il suo grande timore di non incontrare i gusti del pubblico fu completamente fugato perché, anche questa volta, ebbe un buon successo di critica e di vendite. Purtroppo a metà mostra si ammalò gravemente e rimase in Ospedale tutto il mese di febbraio. Si riprese a poco a poco e quasi completamente ristabilito ricominciò il suo lavoro nello Studio che da anni aveva in Via Paris Bordone al terzo piano di una delle torri che guardano le cupole del Duomo. Dipinse diversi ritratti e paesaggi ma improvvisamente il 30 luglio di quello stesso anno improvvisamente morì stroncato da un infarto.
Lavorò molto, sempre con tranquillità ed entusiasmo. Le sue opere religiose sono sparse nelle principali chiese del Veneto e in particolare della provincia di Treviso; i suoi ritratti e paesaggi figurano in molte collezioni italiane ed estere.

## Treviso piccola Atene
Gli artisti di Treviso, che in quegli anni erano particolarmente numerosi, erano tutti suoi amici cominciando da Sante Cancian,  Mario Botter Malossi, Bottegal, Giacomo Caramel, lo scultore Conte, Mazzotti, Frescura, Nino Springolo, Censotti, Coletti, Barbisan, Toni Benetton, Battacchi, Nesi, Island Guizzo e molti altri che operavano anche nel Veneziano come De Luigi e il figlio del suo maestro Tito. Molte foto di quegli anni sono raccolte nel FAST “Foto archivio storico Trevigiano” gestito dalla Provincia di Treviso e in particolare molte di esse si trovano nel Fondo Giuseppe Fini, noto fotografo trevigiano e amico di una vita.
Nei mesi di novembre / dicembre 1978 il Comune di Treviso ha organizzato una mostra curata dalla prof.ssa Luigina Bortolatto presso  il Museo Ca' da Noal la mostra Gino Borsato, la sua terra e la sua gente con numerose opere che hanno ripercorso il cammino artistico dell'autore. In quella occasione fu stampato un bel catalogo con raffigurate molte delle sue opere e arricchito da testimonianze e saggi particolarmente significativi.